# Создатели тени
«Создатели тени» (англ. Shadow Makers), или «„Толстяк“ и „Малыш“» (англ. Fat Man and Little Boy) — американский художественный фильм Ролана Жоффе об истории создания первой атомной бомбы. «Толстяк» и «Малыш» — названия первых атомных бомб, сброшенных на Нагасаки и Хиросиму соответственно.

## Сюжет
Картина воспроизводит историю Манхэттенского проекта по разработке атомного оружия США в 1942—1945 годах. В центре сюжета — взаимоотношения между военным руководителем проекта, генералом Лесли Гровсом (Пол Ньюман) и научным руководителем, Робертом Оппенгеймером (Дуайт Шульц).
Сценарий существенно отступает от исторических фактов; так, история Майкла Мерримана (персонаж Джона Кьюсака) отдалённо и неточно воспроизводит реальные истории жизни и смерти двух человек — Луиса Злотина (1910—1946) и Гарри Дагляна (1921—1945). Джин Тетлок, персонаж Наташи Ричардсон, в реальной жизни покончила с собой на год раньше, нежели в фильме, и не могла принимать участия в событиях 1944 года. Любые домыслы об интимных отношениях Оппенгеймера и Тетлок остаются беллетристикой, не подкреплённой свидетельскими показаниями.

## В ролях
- Пол Ньюман — генерал Лесли Гровс
- Дуайт Шульц — Роберт Оппенгеймер
- Бонни Беделиа — Китти Оппенгеймер
- Джон Кьюсак — Майкл Мерриман
- Лора Дерн — Кэтлин Робинсон
- Дел Клоуз — доктор Кеннет Уайтсайд
- Аллан Кордюнер — Франц Гёте
- Кларк Грегг — Дуглас Пантон
- Джон К. Макгинли — капитан Ричард Шенфилд
- Наташа Ричардсон — Джин Тэтлок
- Аллан Кордюнер — Франц Гетце
- Тодд Филд — Роберт Уилсон
- Эд Лотер — Уитни Эшбридж

## Реакция
Фильм провалился в прокате, собрав менее 4 000 000 долларов. Критики[кто?] отмечали затянутость, несвязность постановки и крайне неподходящий выбор актёров, игравших хорошо известных исторических персонажей (прежде всего, Ньюмана).